# František Benda
František Benda, češki skladatelj, violinist in pedagog, * 25. november 1709, Stare Benatky, Češka, † 7. marec 1786, Potsdam,
Nemčija.
František Benda je bil rojen v znani češki glasbeni družini. Komponiral je violinske kantate, sonate za violino in simfonije. Nekaj let je bil v službi na dvoru pruskega kralja Friderika II.